# تراسي فوكس
تراسي فوكس (بالإنجليزية: Tracey Fuchs) هي لاعب هوكي الحقل أمريكية، ولدت في 3 نوفمبر 1966.

## وصلات خارجية
- تراسي فوكس على موقع الاتحاد الدولي للهوكي (الإنجليزية)
- تراسي فوكس على موقع أوليمبيديا (الإنجليزية)